# 33190 Sigrest
33190 Sigrest este o planetă minoră (asteroid), cu un diametru de 4,992 km, din centura de asteroizi. A fost descoperită pe 20 martie 1998 la Experimental Test Site⁠(d) de Lincoln Near-Earth Asteroid Research. 
Obiectul prezintă o orbită caracterizată de o semiaxă mare de 2,9707579 UAi, o excentricitate de 0,06, o înclinație de 9,63068 ° în raport cu ecliptica.